# Rickenbacker 330

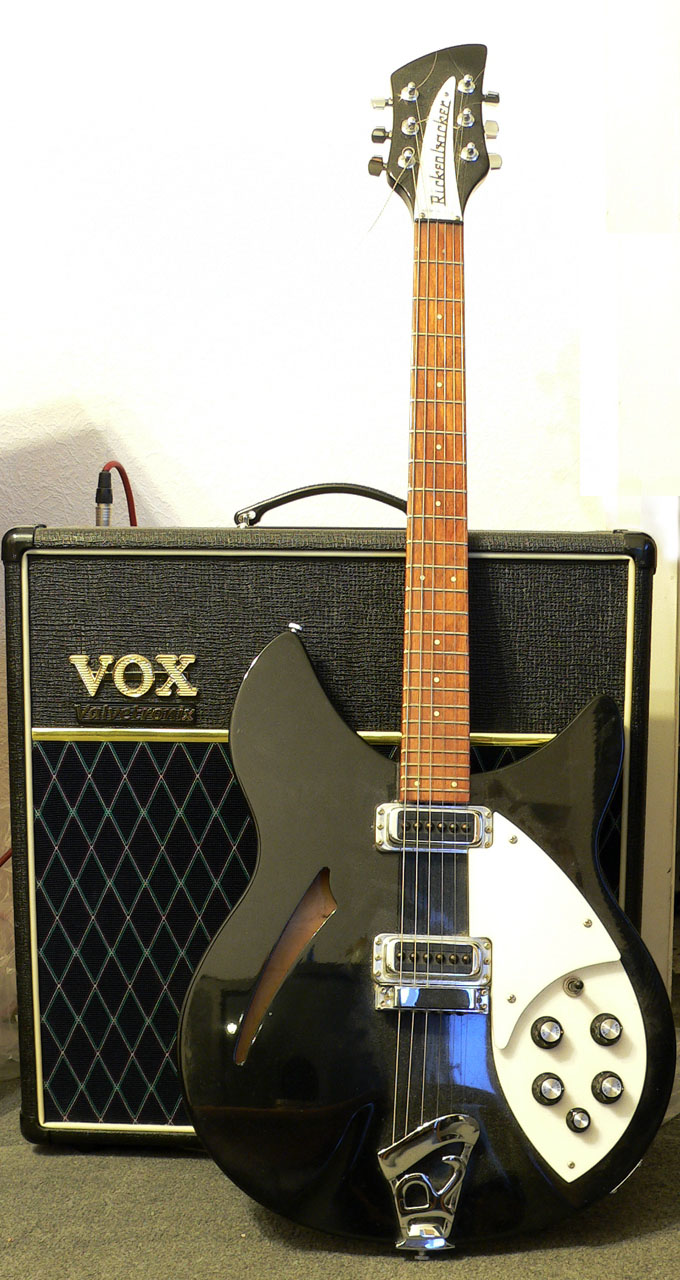
Rickenbacker 330 JG

La Rickenbacker 330 è un modello di chitarra elettrica prodotto da Rickenbacker per la serie 300 di chitarre, la più nota della casa produttrice statunitense.
La 330 entrò nella serie Rickenbacker nel 1958, anche se all'epoca la 300 series era nota come Capri series. Progettata dal liutaio tedesco Roger Rossmeisl, la chitarra è associata a molti artisti che hanno popolato la scena jangle-rock dagli anni Sessanta agli anni Ottanta.

## Suonatori celebri
Ecco una lista degli artisti che hanno usato la Rickenbacker 330.
- Hilton Valentine degli Animals
- Jay Ferguson degli Sloan
- Pete Townshend degli Who
- Tom Petty di Tom Petty & The Heartbreakers
- Peter Banks degli Yes e dei Flash
- James Anthony
- Denny Laine dei Moody Blues
- Susanna Hoffs dei Bangles
- Gerry Marsden di Gerry and the Pacemakers
- Thomas Erak dei Fall of Troy
- Paul Weller dei Jam
- Terry Six dei Nice Boys e degli Exploding Hearts
- Noel Gallagher degli Oasis
- Johnny Marr degli Smiths
- Daniel Johns dei Silverchair
- Guy Picciotto dei Fugazi
- Dan Lukacinsky dei Suicide Machines
- Carrie Brownstein degli Sleater-Kinney
- John Linger dei Neils Children
- Kurt Ballou dei Converge
- Thom Yorke dei Radiohead
- Brix Smith dei The Fall
- Peter Buck degli R.E.M.
- Kevin Parker dei Tame Impala
- Dom Simper dei Tame Impala
- Mick Whitnall dei Babyshambles
- Keeley Davis degli Sparta e degli Engine Down
- Laura Jane Grace degli Against Me!
- Tom Rowley dei Milburn
- Daniel Kessler degli Interpol
- Jason Friedman degli Hundred in the Hands
- The Edge degli U2
- John Linger dei Neils Children
- Mick "London" Hale dei Mod Fun
- Jimmy Page dei Led Zeppelin
- Jon Walker degli Young Veins
- James Dean Bradfield dei Manic Street Preachers
- carol van dijk dei Bettie Serveert
- Jesse Lacey dei Brand New
- Per Gessle dei Roxette
- Jake Bonn dei Saigon Pharmacy
- Gem Archer degli Oasis e dei Beady Eye
- Andy Bell dei Ride, degli Hurricane#1, degli Oasis e dei Beady Eye
- Stan Cullimore degli Housemartins
- Joe Hawley dei Tally Hall